# ノヴゴロド第一年代記
ノヴゴロド第一年代記（ノヴゴロドだいいちねんだいき、ロシア語: Новгородская первая летопись）は、ノヴゴロドで編纂された現存する年代記(ru)のうち、最も古い年代記である。また、ノヴゴロドにおける年代記編纂草創期の原型を多くとどめている。ノヴゴロド並びにキエフ・ルーシの歴史が記され、ノヴゴロド公国（ノヴゴロド共和国）の歴史・文化に関する最も重要な史料である。また、原初年代記と並ぶ、ルーシの諸年代記（レートピシ）の原型を再建するための重要資料でもある。

## 内容・特徴
年代としては、1016年（それ以前の記述は喪失）から15世紀にかけての出来事が記述されている。内容は、ノヴゴロド公の着位、総主教や都市の執政官（ポサードニク、トィシャツキー）の選出、教会の建設や修道院の配備、ノヴゴロド人の参加した軍事行動、異常気象、火災、伝染病などの、地元であるノヴゴロドに関する記述がなされている。一方、1204年の第4回十字軍によるコンスタンティノープル包囲戦、1218年のリャザン公国の内紛であるイサドィ諸公会議、1223年にモンゴル帝国軍とルーシ諸公国軍が会戦したカルカ河畔の戦いと、それに続くモンゴルのルーシ侵攻（なお、ノヴゴロドはモンゴル帝国軍の攻撃を受けていない。）など、都市ノヴゴロドやノヴゴロド公国以外の出来事に関する記述も含まれている。おそらく、これらの記述は口頭による情報を取り入れたものであり、ノヴゴロド外の他のルーシの年代記の記述を使用したことが確実とみられるのは、1201 - 1203年のいくつかの記述が、ウラジーミルの年代記に拠るものと判断されているのみである（後述するように、現存しないキエフの年代記を情報源としていたとする説はある）。また、ビザンツ帝国のΓεώργιος Ἁμαρτωλός年代記からの抜粋や、原初年代記には使用されていない情報源からの記述もみられる。
編纂者は明らかではない。ただし、ノヴゴロドのユリエフ修道院(ru)に勤務したポノマリ(ru)（寺男）のティモフェイ(ru)は、ウラジーミル大公ヤロスラフとノヴゴロドとの間で交わされた条約、並びに1230年の頁に自分自身の記述を書いた人物とされている。
N.ベレジコフ(ru)によれば、13世紀以前までの記述は、マルトフスキー・スティリ(ru)（三月暦）を使用していない。一方、以降の記述には例外的に三月暦による年次区分がみられる。

## 写本

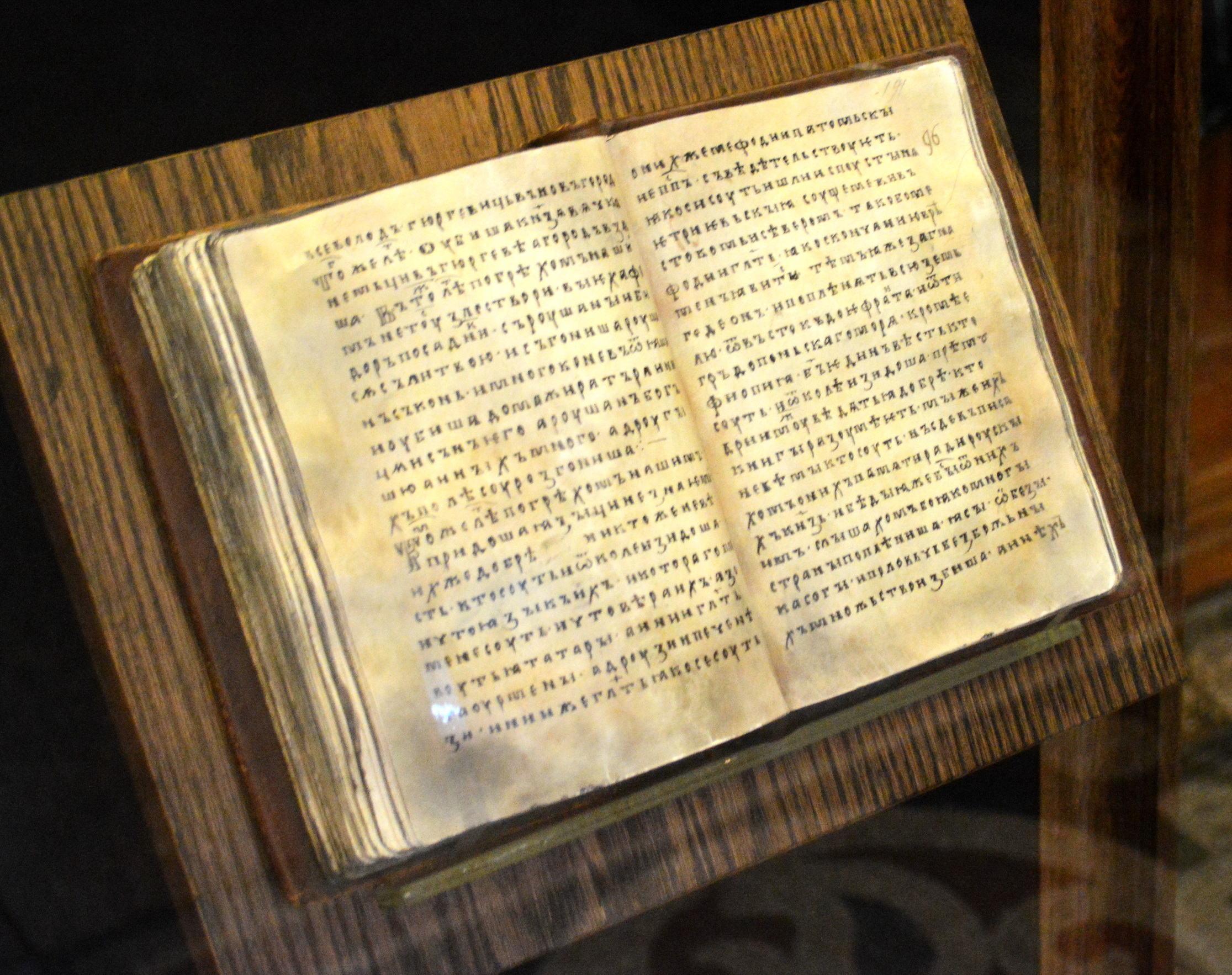
シノド本

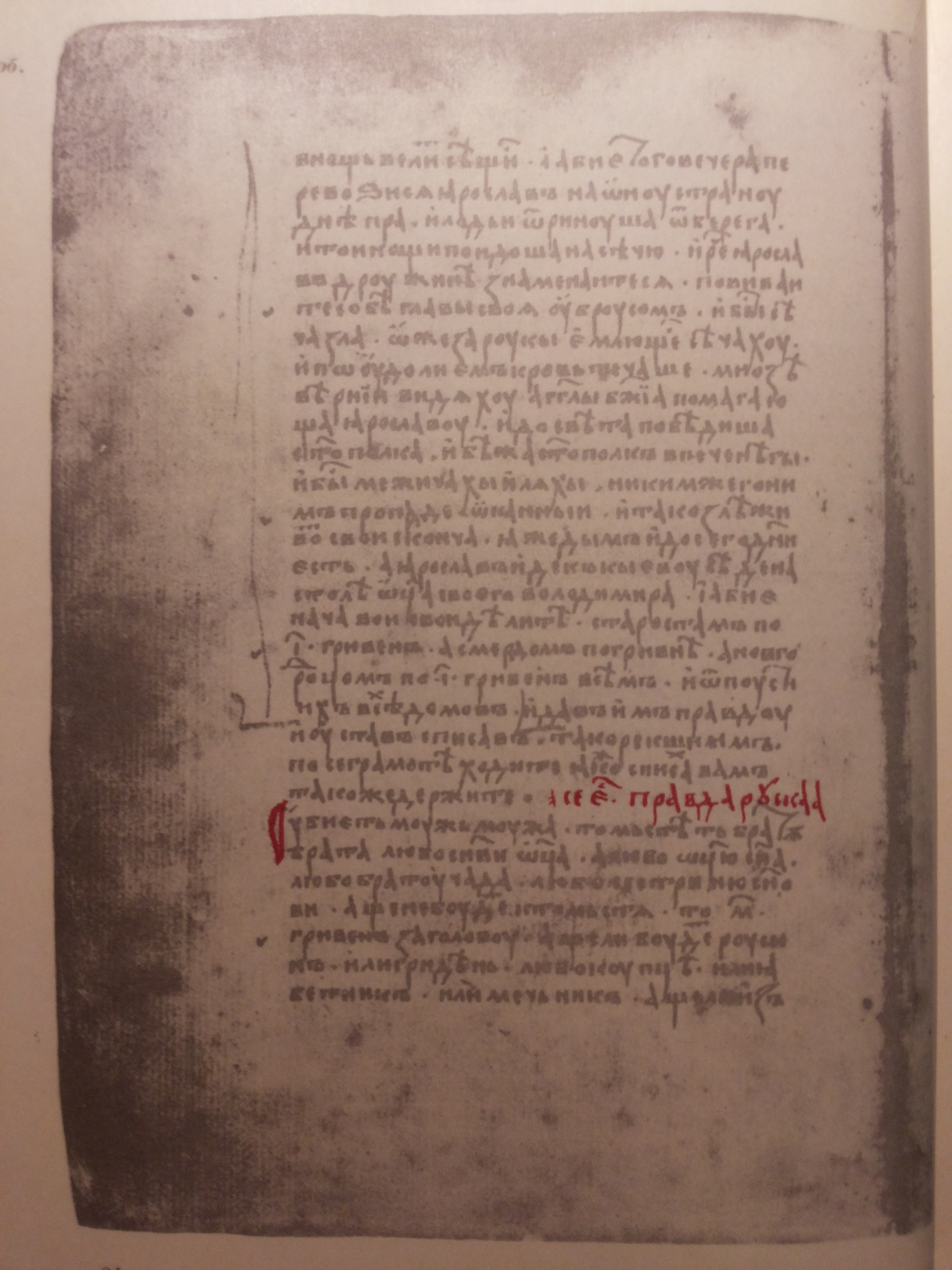
コミッシヤ（委員会）本

ノヴゴロド第一年代記には、古輯本・新輯本の二系統の写本が存在する。古輯本系統には、現存するロシア最古の年代記写本であるシノド（宗務院）本も含まれる。シノド本（ロシア国立歴史博物館蔵）は羊皮紙に記されているが、最初の16分冊（全37分冊）は14世紀前後に喪失しており、1016年の途中からのみ現存している、中ほどの1273年 - 1298年に関する記述もまた喪失している。また、1016年 - 1234年の記述と、1234年 - 1330年の記述は筆跡が異なり、さらに1331年 - 1352年に関する記述が別の筆跡で追記されている。筆跡、羊皮紙の質、朱砂（赤文字）などに対するソ連期の研究によって、前半の記述は13世紀、後半の記述は14世紀前半に、追記部分は14世紀の第2四半期に書写されたものと分析されている。
新輯本系統には15 - 19世紀に作成された9つの写本が現存している。最も古いコミッシヤ（委員会）本はサンクトペテルブルグ歴史研究所(ru)に、アカデミヤ（アカデミー）本はロシア科学アカデミー図書館(ru)に保存されており、どちらも1440年代に編纂されたものである。コミッシヤ本は1439年までの記述と1446年までの記述が、それぞれ別の筆跡、異なる用紙に記述されている。アカデミヤ本は終末部分を喪失しているが、18世紀の複写本から、1444年までの記述がなされていたとみなされている。また、どちらも古輯本と同じく11世紀までの記述が欠落している。
A.シャフマトフ(ru)等の説では、原ノヴゴロド第一年代記は1039年から1042年の間に、キエフの年代記の1つを複写あるいは簡略化して編纂され、1079年まで非体系的に加筆されたとしている。さらにシャフマトフの仮説では、1090年代に編纂された始年代記集成(ru)が存在し、ノヴゴロド第一年代記ならびに原初年代記の基幹資料となったとされている。なお、15世紀までのノヴゴロド第一年代記の写本には始年代記集成の記述が残されていたものの、原初年代記の記述に書き換えられた、とする仮説も提唱したが、この説は現在支持を得ていない。
A.ギッピウス(ru)、T.ギモン(ru)は、12- 14世紀にかけて編纂されたノヴゴロド・ヴラドィカ（総主教）年代記に基づき、12 - 15世紀前半において古輯本・新輯本が形成されたと論じている。また、A.ギッピウスによれば、古輯本系統のシノド本は、ノヴゴロド・ヴラドィカ年代記のより古い版を、新輯本系統はより新しい複写をもとに構成されたとみなされている。